# Иван Скордев
Иван Скордев (1879 – 1953) е български композитор и учител по музика.

## Биография
Иван Скордев е роден в Казанлък на 21 август 1879 г. След като завършва средното си образование в Казанлък в днешната Хуманитарна гимназия „Св. св. Кирил и Методий“, заминава за Дрезден (Германия), където завършва музикалната консерватория.
Участва в Балканската и Междусъюзническата война. Повлиян от събитията в Междусъюзническата война, написва музиката за марша „Съюзници – разбойници“ по текста на Любомир Бобевски, който марш добива голяма популярност за времето си в България. Веднага го извикват в Щаба на армията, дават му едно пиано и започва да композира. Написва много маршове, между които марша „Охрид“.
След войната става учител по музика в Казанлъшкото педагогическо училище, а по-късно взема участие в създаването на първата фабрика за струнни музикални инструменти – „Кремона“ и става неин директор. На тази длъжност остава до пенсионирането си.
След смъртта на първата му съпруга, Иван Скордев се оженва повторно за Пенка Боцева от Габрово, но и от двата си брака няма деца.
Почива през декември 1953 г.

## Музикално творчество
Най-известните негови творби са маршът „Съюзници – разбойници“ и маршът „Охрид“.

## Галерия
- Иван Скордев 1899 г. Дрезден
- Иван Скордев 1899 г. Дрезден (гръб)
- Иван Скордев с втората си съпруга Пенка Боцева в Казанлък
- Маршът „Охрид“ отпечатан на картичка с благотворителна цел
- Маршът „Охрид“ гръб на картичката с благотворителна цел

## Спомени за него
Димитър Чорбаджийски-Чудомир написва в своя дневник:
„През това време починал бай Иван Скордев – учител по музика, композитор и пр. Не знам колко струва музикалното му творчество, но той беше твърдоглав, опак човек, с чувство за превъзходство и беше инат като коза.“
Иван Бахчеванов /племенник/ разказва в своята автобиография:
„Трябва да кажа, че вуйчо ми, Иван Скордев, след смъртта на първата му съпруга се оженва за Пенка Боцева от Габрово, но и от двата си брака няма деца, така че след смъртта на баща ми, до дванадесетата си годишна възраст, аз живях при тях.“
През 1883 г., в Деня на братята равноапостоли Кирил и Методий, е положено началото на едно от най-известните и уважавани казанлъшки училища – днешната Хуманитарна гимназия „Св. св. Кирил и Методий“.
В гимназията са учили именити наши писатели, художници, композитори, артисти. В 130-годишния летопис на училището се открояват имената на Антон Страшимиров, Цанко Церковски, Димитър Чорбаджийски-Чудомир, Владимир Голев, Ненко Балкански, Иван Милев, Петрана Клисурова, Теню Пиндарев, Емануил Манолов, Никола Пенчев, Иван Скордев, Любомир Кабакчиев, Стефан Гецов, Луна Давидова, Видин Даскалов и др.